# Salvador Dalí
Salvador Domingo Felipe Jacinto Dalí i Domènech (katalán nevén Salvador Dalí i Domènech) (Figueres, 1904. május 11. – Figueres, 1989. január 23.) katalán–spanyol festőművész.
A modern művészet sajátos személyisége volt. A szürrealista alkotásmód magas esztétikai szintre emelésével egyszerre nyitott és tetőzött be egy korszakot.

## Gyermekkora, ifjúsága
1904. május 11-én született a katalóniai Figueres városkában (Katalónia tartomány, Girona megye). Apja Salvador Dalí Cusí jó nevű jegyző, anyja Felipa Domènech Ferrés. 1908-ban megszületett egyetlen húga, Anna Maria. Apja Dalít beíratta a városi iskolába (Escuela Pública de Párvulos de Figueres). 1912-ben új iskolába került, ahol elkezdhette a francia nyelv tanulását (Colegio Hispano-Francés de la Inmaculada Concepción de Figueres).
1916-ban a nyarat a szülővárosa közelében található Molí de la Torre, azaz Malomtorony falai között tölthette el. A malom a Pichot család tulajdona volt, amelyből több művész is kikerült. Ramón Pichot művei által megismerkedett az ifjú Dalí az impresszionizmussal. Ősszel megkezdte középiskolai tanulmányait, és emellett a figueresi intézetbe járt (Instituto de Figueres). Részt vett Juan Núñez professzor óráin is a Figueresi Művészeti Iskolában (Escuela Municipal de Dibujo de Figueres).
1919-ben megérhette első kiállítását a Városi Színházban (később Dalí Múzeum).
Az Intézet tanulóival, barátaival megalapították a „Studium” című kiadványt, melyben a festő első írásait publikálta. Elkezdte írni saját naplóját is „Les meves impressions i records íntims” címmel, ezt később spanyolul „Un diario: 1919–1920. Mis impresiones y recuerdos íntimos” címmel adták ki.

## A király évei, avagy a figueresi és a cadaquési gyermekkora
Dalí memoárja a születése – 1904. május 11. – előtti két hónapra datálható. Ez a furcsa visszaemlékezés a „Paradicsomból való kiűzetés” megfogalmazást kapta, viszont olyan élénk színeket kapcsol ehhez, mint a narancssárga, piros, bíbor; de nem csak színek, hanem érzetek is kapcsolódnak e paradicsomi bennléthez: amely „csendes, puha, szimmetrikus, kibélelt és ragacsos” volt. A megszületés pillanatához két vakítóan fényes tojás alakot kapcsolt, amelyeknek foszforeszkált a fehérjük. „Ezek a tüzes tojások végül nagyon puha és végtelenül rugalmas, amorf masszává olvadtak. Később a technikai tárgyak lettek a legnagyobb ellenségeim, például az órák, amelyeknek puhának kellett volna lenniük, vagy semmilyeneknek.” Ez a puha óra jelenség a későbbiekben több képén is meg fog jelenni, mint például a Robbanás (1954), Az emlékezet állandóságának felbomlása (1952–1954), Az emlékezet állandósága (Lágy órák) (1931) című képeken.
Dalí nagyon korán kezdett nyitni a festészet felé, ugyanis 8 évesen rendezte be első műtermét, amire a családi ház padlásán található mosókonyha szolgált. Első és egyben legrégebbi munkái 1914-re datálhatóak, melyek kisebb akvarellek és főként tájképtanulmányok voltak szülőhelye környékéről. Továbbá az a néhány olajfestmény, ami akkorról származik, pusztán néhány híresebb festő művének a másolata, azon képekről, amiket apja könyvtárában fedezett fel. Számára a műterem a magányos órák „szentélye” volt. Érdeklődése hamar új irányba is mozgolódni kezdett: nevezetesen a filozófia iránt, és emellett vonzódott a művészettörténethez is, de tovább próbálkozott a festészettel is. Apja ebben támogatta őt; vásznakat, ecseteket, festékeket és folyóiratokat vett neki. Kezdetben még csak tájképeket festett, majd egy-egy alkalommal, új ötlettel állt elő: a megfestett képre, amely cseresznyéket ábrázolt, valódi cseresznyeszárat ragasztott.

## Madridi évek
1920-ban apja javaslatára felvételizett Madridba a Szépművészeti Akadémiára, ami abból állt, hogy a jelöltnek hat nap alatt kellett rajzot készítenie egy klasszikus szoborról. Dalí választása Jacopo Sansovino egyik Bacchusáról készült gipszmásra esett. Munkája befejeztével természetesen felvételt nyert az akadémiára. A húszas évek elején ismerkedett össze Pepin Bellóval. Ekkoriban igen szabadelvű volt, nyíltan kritizálta tanárait, amiért képtelenek voltak eltávolodni a francia impresszionizmustól, és nem figyeltek oda az új fejleményekre, mint a kubizmus vagy avantgárd. 1921 februárjában elveszítette édesanyját, apja ekkor feleségül vette Catalina Domènech Ferrést, anyjának leánytestvérét. 1922-ben Barcelonában, a Dalmau Galériában kiállítást rendeztek Concurs-exposició d’obres d’art originals d’estudiants címmel a Diákok Katalán Szövetségének, ahol Dalí műve, a Mercado nyerte el az egyetem rektorának első helyezését. Madridban a Szent Ferdinánd Szépművészeti Akadémia (Real Academia de Bellas Artes de San Fernando de Madrid) diákjaként a kollégiumban élt, ahol megismerkedett korának szellemi életét meghatározó fiatal művészek csoportjával. Barátai lettek: Luis Buñuel, Federico García Lorca. 1923-ban – mivel bírálatban részesítette tanárait, és békétlenkedett az Akadémián – kizárták, sőt le is tartóztatták pár napra Geronában.
1924-ben hazautazott (miután egy évre kizárták az akadémiáról). Otthon kedvenc modellje a húga lett, Anna Maria. Főleg a nyitott ablak előtt szerette őt festeni ülve vagy állva. Még ebben az évben sor került első önálló kiállítására a Dalmau-galériában, amelyen megjelent Pablo Picasso is. A legtöbb ember figyelmét A lány az ablaknál című képe keltette fel. Nem sokkal ezután meglátogatta Picassót, de a „rajongása” nem tartott sokáig, ugyanis azt vallotta, hogy egyetlen Dalí-kép többet ér, mint Picasso egész életműve.

## Dalí és García Lorca barátsága
Dalí és Federico García Lorca, a költő, 1923-ban ismerkedtek meg Madridban, viszont barátságuk csak 1925-ben mélyült el és vált szorossá, amikor Lorca elkísérte őt szülőhelyére, ahol két felolvasást is tartott a Mariana Pinedából. Mikor Garcia elutazott, élénk levelezés kezdődött közte és Ana Maria között, akihez gyengéd szálak fűzték, bár ezt Dalí cáfolta, annyi mondott, hogy García érdeklődése iránta kizárólagos volt és „ő volt szerelmének egyedüli tárgya”. „Köztudottan homoszexuális volt, és őrülten belém szeretett.” Ezek után Lorca ódát írt Dalínak, 1926-ban:
„De főként hadd daloljam közös gondolkodásunk, Mely borús és aranyló napokban összeforraszt. A fény, mely elvakítja szemünk, nem A Művészet, Szeretet s barátság inkább s a jó közös harc.” (Somlyó György fordítása)
Erre az évre datálható a Csendélet (Meghívás alvásra) című Dalí-kép. Ez a kép Garcia Lorcát ábrázolja, alvó pózban, akinek antik stílusban festette meg a fejét. A relief plaszticitása és a kontúrok árnyékokká és a modell vonásaivá alakultak át. Ám ez volt az utolsó év, amelyet jó barátságban töltött a két barát. Azért távolodtak el egymástól, mert Dalí időközben művészetellenes akcióban vett részt, és a szürrealisták csoportjához csatlakozott, Garcia Lorcát pedig egyre jobban foglalkoztatta a népművészeti irányzat.

## Első saját kiállításoktól a paranoia-kritika módszerének megalkotásáig

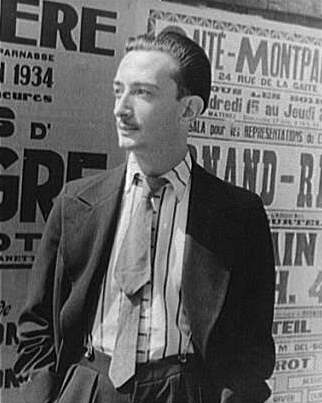
A fiatal Dalí (1934)

1925 novemberében megnyílt első saját kiállítása. 1926-ban élete óriási élményeként először járt Párizsban, ahol áprilisban első útja rögtön Picassóhoz vezetett. Októberben másodszor is, immáron végleges hatállyal eltanácsolták az Akadémiáról. 1927-ben február és október között behívták katonai szolgálatra, melyet Figueresben, a Castell Fernand-ban töltött el. Ugyanezen esztendőben elméletileg is kidolgozta a tárgyszerűség esztétikaijáról alkotott nézeteit.
1930-ban megszületett híres paranoia-kritikai módszere. Vásárolt egy kis tanyát Port Ligatban, s itt töltötte az esztendő jó idejét Galával. 1932-ben kiállítóként vehetett részt a szürrealisták első amerikai tárlatán. Ebben az esztendőben megalakult a műgyűjtők Zodiaque társasága, mely vásárlója lett Dalí alkotásainak. 1933-ban a Minotaure folyóiratban megjelent írása, mely az ehető szépségről és a szecessziós építészetről szól. 1934-ben kiállították Tell Vilmos talánya című munkáját. Ez vezette szürrealistákkal és Bretonnal való vitájához. New York-ban kiállítása óriási sikert ért el. 1936-ban elkezdődött a spanyol polgárháború, melyben a konzervatív Franco oldalára áll. 1938-ban újra részt vett egy Párizsban tartott szürrealista tárlaton. Majd élete egyik nagy találkozásaként látogatást tett Londonban Sigmund Freudnál. 1939-ben végleg kenyértörésre került sor Dalí és a szürrealisták között.

## Dalí az Egyesült Államokban
Az USA-ban közben kiadta A képzelet függetlenségének és az ember saját őrültségéhez való jogának röpiratban megalkotott nyilatkozatát. Librettót és díszleteket is alkotott New Yorkban a Metropolitan Opera részére a Bacchanália című balettben. Ezek után szeptemberben visszatért Európába.
A következő esztendőben, 1940-ben azonban a német csapatok Burdeosba érkezésének hírére a festő feleségével együtt átköltözött az Egyesült Államokba, ahol aztán 8 évig, egészen 1948-ig tartózkodott. 1941-ben kezdődött lelkes érdeklődése az ékszerek készítése iránt, mely aztán egész karrierje nyomán végigkövette. Újra bemutatkozhatott a Julien Levy Galériában. Októberben a Metropolitan Opera House Laberinto az ő librettójával, díszleteivel és jelmezeivel mutatott be balettelőadást. Az ugyancsak New York-i MOMA november 18-án közös Dalí-Miró kiállítást rendezett. 1942-ben a Dial Press (Nueva York) publikálta a Salvador Dalí titkos élete (The Secret life of Salvador Dalí / La vida secreta de Salvador Dalí) című művet, melyet a festő a megelőző évben fejezett be.

## Hazatérése után
1934-ben feleségül vette szerelmét, Galát, akivel 1927 tavaszán ismerkedett meg Párizsban. Cadaqués-ben telepedtek le.
1974-ben előszóval és illusztrációval látta el Sigmund Freud könyvét (Moisés y el monoteismo). Szeptember 28-án megnyitották Figueres városában a Dalí Színházmúzeumot. 1978-ban bemutatta első hipersztereoszkópikus festményét New Yorkban a Solomon R. Guggenheim Múzeumban (Dalí levantando la piel del mar Mediterráneo para enseñar a Gala el nacimiento de Venus). 1979-ben a Francia Intézet Szépművészeti Akadémiájának külföldi tagjává nevezték ki. Felavatták retrospektív bemutatóját Párizsban, a Pompidou központban. 1980. május 14-e és június 29-e között bemutatták a művész retrospektív kiállítását Londonban, a Tate Galériában, ahol 251 alkotása szerepelt.
1981-ben megkapta Katalónia Aranymedálját. 1982-ben felavatták a St. Petersburg-i Dalí Múzeumot (Florida). Június 10-én Port Lligatban elhunyt Gala, akit Púbolban helyeztek örök nyugalomra. Dalí ezután átköltözött a púboli kastélyba, hogy párja közelében lehessen. I. János Károly spanyol király Dalínak a „Púbol márkija” címet adományozta. 1983-ban nagyszabású kiállításokat rendeztek a festő tiszteletére “400 obras de Salvador Dalí de 1914 a 1983”, azaz „Salvador Dalí 400 műve 1914-től 1983-ig” címmel Madridban, Barcelonában és Figueresben. Utolsó festményei ebben az időszakban keletkeztek.
1984-ben a púboli kastélyban tűz ütött ki, melyben Dalí súlyos égési sérüléseket szenvedett. Ekkor átköltözött Figueres-be, a Múzeum Torre Galatea nevű részébe, ahol haláláig lakott. 1989. január 23-án hunyt el a toronyban. A figueres-i Dalí Múzeumban nyugszik.

## Pszichopatologikus ikonográfia
Sarane Alexandrian ekképpen fogalmazott: „A reneszánsz ember, aki a pszichoanalízis hitére tért.”
Dalí vallotta, hogy a szürrealista művészet és a tudomány együttes erővel képes lehet az irracionális meghódítására. Magát a pszichoanalitikus értelmezéssel kapcsolatban Bálint Mihály is szkeptikusan nyilatkozott: a léleknek három területe van: az Ödipusz-konfliktus, őstörés és az alkotás; és ezek közül is csak az első kettő közelíthető meg a pszichoanalitika módszereivel. Az utóbbiról csak feltevések számolnak be. Az első kettő viszont az őstörekvésekből alakul ki, ami Dalí nyelvén a következő:
A vágy talánya: anyám, anyám, anyám.
Salvador anyja, aki igazán a családjáért élő asszony volt, valószínű, hogy lánygyermeket szeretett volna Dalí előtt, mert fiát elég sokáig lányként kezelte és nem egy esetben lánynak öltöztette. Az ezzel kapcsolatban kialakult identitászavar magyarázhatja azt, hogy Dalí egész életében az androgün (kétnemű) testalkatú emberekhez vonzódott. Később Galában, későbbi feleségében, is ezt az őseredetű androgünitást vélte felfedezni. Az előbb említett gyermekkori helyzet lehetett Dalí későbbi szexuális zavarának és az anyja iránt tanúsított későbbi agressziójának oka. Ez érzékelhető a Szent szív, és az Időnként élvezettel köpök az anyám portréjára című képein.

## Dalí szimbólumai
A szürrealisták közé sorolt Salvador Dalí számtalan érdekes, nehezen megfejthető, első látásra szinte értelmetlennek tűnő szimbólumot alkalmazott a művein. Azonban bármennyire is az automatizmusra, a kontroll nélküli gondolatfolyamatra alapozódnak, a képeknek és jelképeknek igenis van jelentésük, s ezek az alkotó legrejtettebb énjét tárják fel előttünk.
Az extravagáns, mindenben a különcséget kereső Dalí igyekezett olyan képeket alkotni, amelyek meghökkentik, sőt megbotránkoztatják a nézőt, s a szemlélő ráadásul nem is tud mit kezdeni az eléje táruló látvánnyal. A katalán festő munkái (és ebbe például a fiatalkorában forgatott filmjét, az Andalúziai kutyát is bele kell értenünk) olyanok, mintha a szerző mindent a vászonra (filmszalagra) vitt volna, ami éppen eszébe jutott, erkölcsi és esztétikai korlátozások nélkül, teljesen felszabadítva a tudattalanját. Ez tehát a szürrealizmus, amely Dalí számára a lehető legmegfelelőbb irányzat volt, mert lehetőséget adott neki az állandó lelki analízisre, önelemzésre.
Szimbólumai közül a legismertebbek az Lángoló zsiráf című alkotásán jelennek meg. A spanyol polgárháború idején, 1936–37-ben született mű előterében egy fájdalmas arccal kiáltozó alak imbolyog, s testét csak az egyfajta állványzatként szolgáló mankók látszanak egyenesen tartani. Dalít ez a közönséges gyógyászati segédeszköz, a mankó – visszaemlékezései szerint – már gyerekkorában elbűvölte. A támaszték számára a hatalom és az arrogancia megtestesítője lett, azokat a fix pontokat jelképezte, amelyek nélkül az élet, az emberi létezés darabokra hullana. A fiókok ezzel szemben a bennünk rejlő, de idővel mégis felsejlő, kitárulkozó titkokat szimbolizálják. Érdekesség, hogy e jelkép kialakulásánál nem beszélhetünk „kontrollálatlan gondolatáramlásról”, a legenda szerint ugyanis Dalí éppen angolul tanult, amikor ez az érdekes kép az eszébe ötlött. Az emberi mellkas (chest) és a fiókos szekrény (chest of drawers) ugyanis angolul hasonló kifejezések, s a festőt ez az érdekes asszociáció teljesen megbabonázta.
Az egoista művész képein gyakran bukkannak fel pillangók is, amelyek egyrészt a lélek kifejezői, másrészt viszont az átalakulás szimbólumai: ahogy a hernyóból lepke válik, úgy nemesül magasabb rendű lénnyé az ember is a felnőtté válása során. Mindenképpen szólnunk kell Dalí kapcsán – Az emlékezet állandósága című festményén megjelenő – híres „elfolyó” órákról is. A történet szerint a különc mesternek sajtevés közben jutott eszébe a bizarr forma, de hathatott rá Einstein nevezetes általános relativitáselmélete is, amelynek kinyilatkoztatása után a fizika, elsősorban a tér és az idő, de lényegében maga az egész világ sem volt már olyan, mint korábban. Eltűnt a fix pont az életünkből, minden viszonylagossá vált. Érdemes alaposabban is megfigyelnünk a festményen megjelenő „lágy” órákat: a legközelebb lévő élénk sárga és kék, az ágon csüngő kissé fakóbb, míg a legtávolabbi egészen szürke. A múltat, a jelent és a jövőt szimbolizálják ezek a szerkezetek, utalva arra, hogy a világon minden múlandó.

## Fontosabb alkotásai
Több mint 1500 festményt, körülbelül 30 könyvet, néhány balettszövegkönyvet, számos könyvillusztrációt, litográfiát, színházi jelmeztervet, tucatnyi szobrot, sőt, Walt Disney részére rajzfilmet is alkotott.

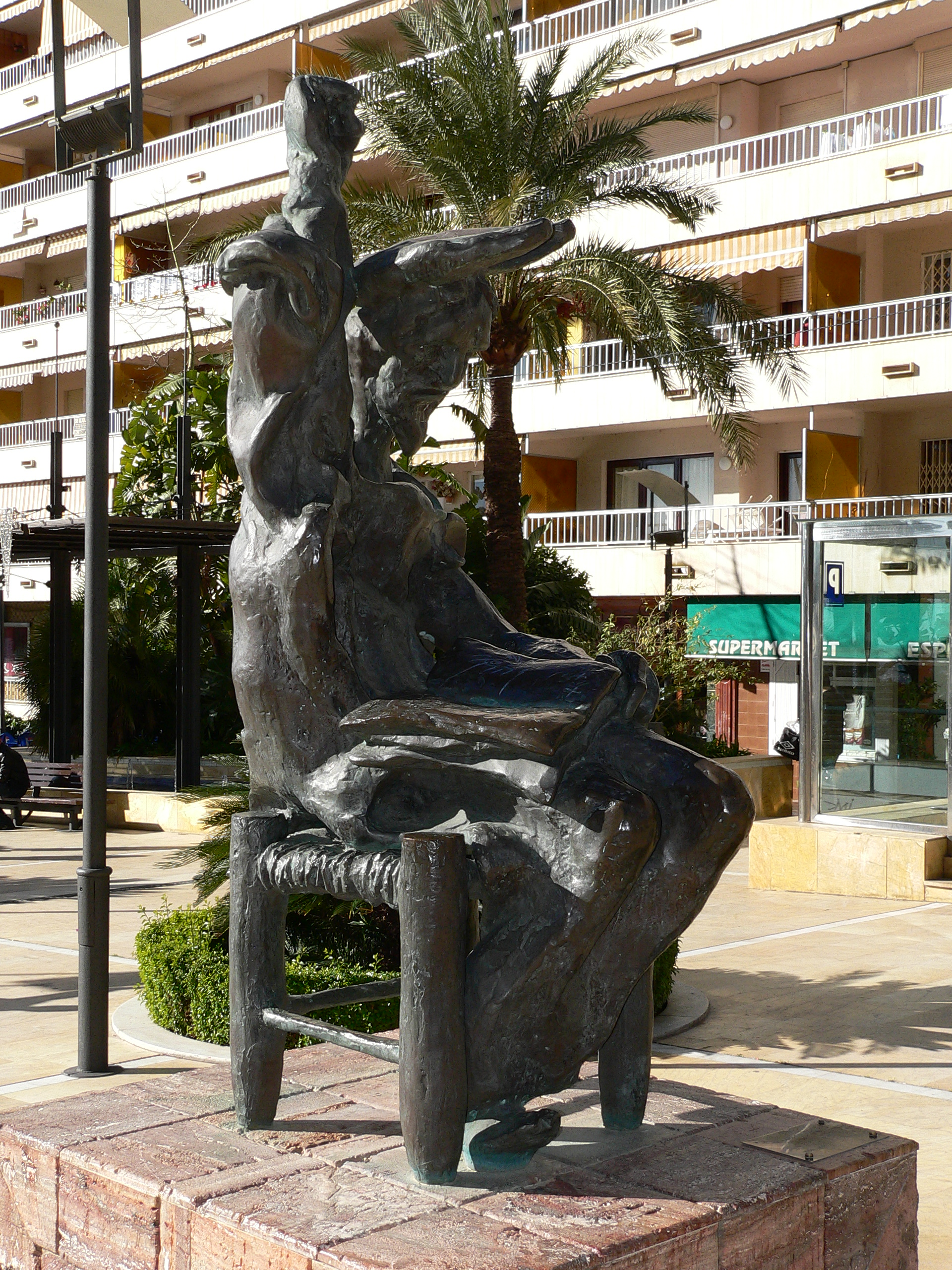
Dalí: Don Quijote szobra (Marbella, Spanyolország)

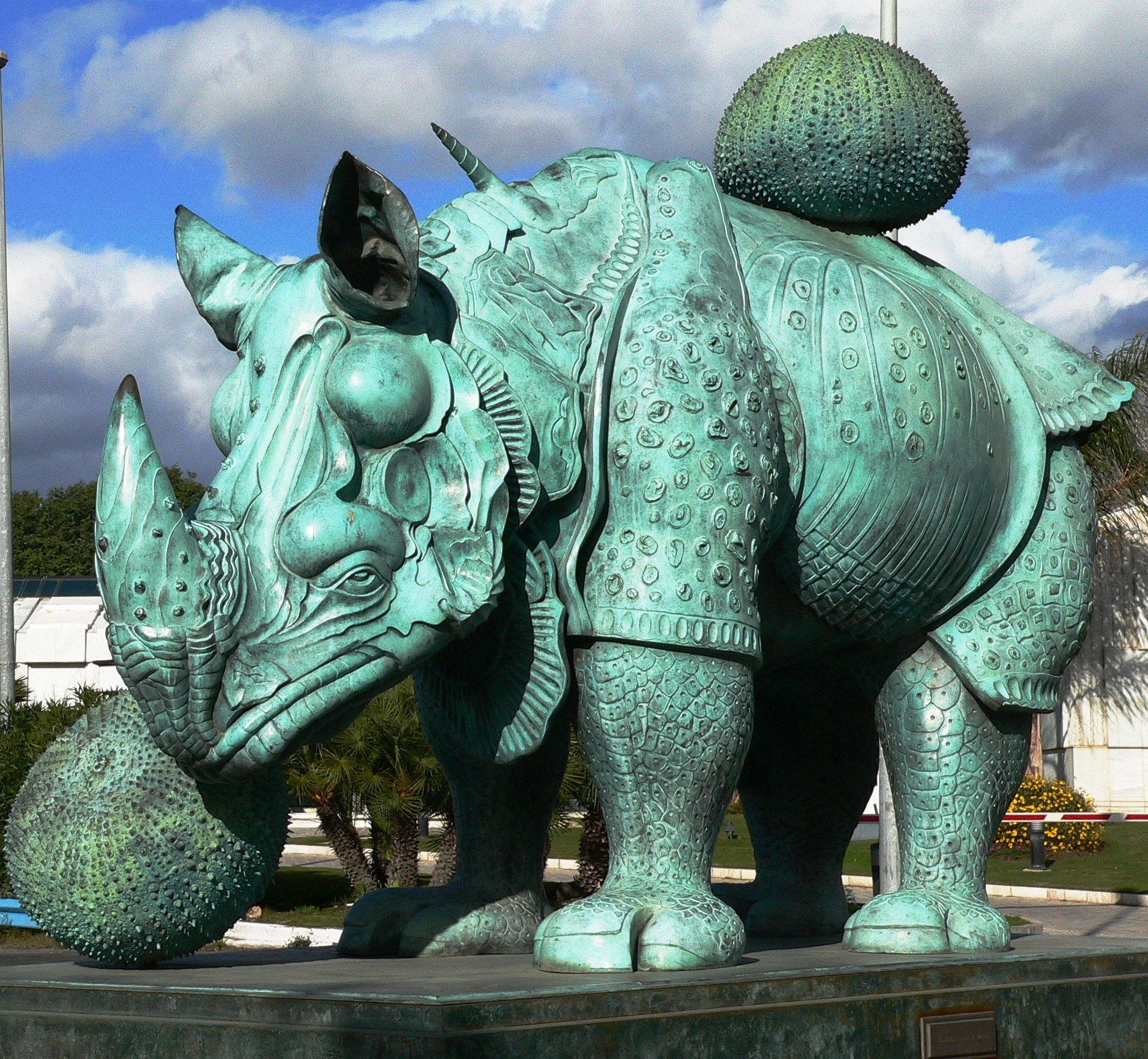
Dalí: Csipkébe öltözött rinocérosz (1956, Marbella, Spanyolország)

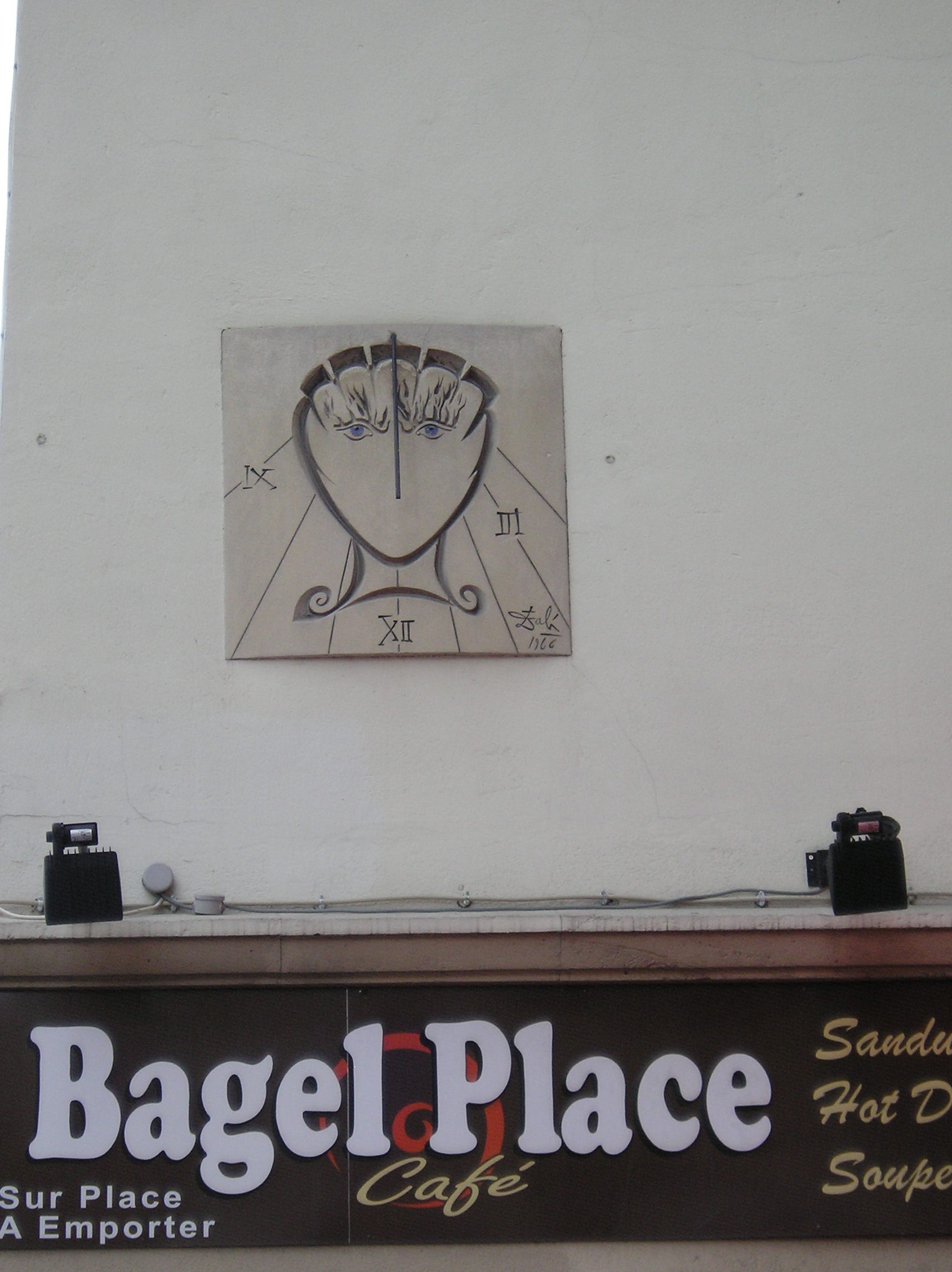
napóra, (Párizs, 5. kerület)

- Santa Creus-ünnep Figueresben – A cirkusz, 1921
- Kabaréjelenet, 1922 és A mosolygó Vénusz, 1922
- Csendélet: Dinnye, 1924
- Lány az ablakban (Muchacha en la ventana), 1925
- Kenyérkosár, 1926
- Figueresi lány, 1926
- A nagy maszturbáló (El gran masturbador), 1929
- Az emlékezet állandósága (Persistencia de la memoria), 1931: A lágy órák témájával
- Angelus, 1935: Jean-François Millet 1859-es képének reminiszcenciája
- Az ősz kannibalizmusa, 1936
- A polgárháború előérzete (Construcción blanda con judías hervidas), 1936
- Narcissus metamorfózisa, 1937
- Az égő zsiráf, 1937
- Kenyérkosár, 1945
- Szent Antal megkísértése (La tentación de San Antonio), 1946
- Leda Atomica (Leda Atómica), 1949
- Port Lligat-i Madonna (Madonna de Port Lligat), 1949
- A szférák Galateája (Galatea de las esferas), 1952
- Gyorsan mozgó csendélet, 1956
- A rózsa, 1958
- Amerika felfedezése (Descubrimiento de América), 1959
- Szent György és a sárkány, 1962
- A perpignani pályaudvar, 1965
- A hallucinogén torreádor, 1970
- La Toile Daligram, 1972
- A szelek palotája, 1973
- A háttal ülő Dalí hátulról festi Galát, akit hat virtuális, átmenetileg hat valóságos tükörben visszaverődő szaruhártya örökít meg, 1973
- Dalí keze elhúz egy aranygyapjú formájú felhőt, hogy megmutassa Galának azt a tökéletesen mezítelen hajnalt, amely messze-messze a Nap mögött húzódik, 1977
- A talányos út, 1981
- A knidoszi Aphrodité arca megjelenik egy tájban, 1981
- Pietà, 1982
- A fecskefarok, 1983

### Filmek
- Számontartják a filmművészetben is, Luis Buñuellel készített közös munkája, az Andalúziai kutya (1929) a szürrealista film megteremtője.

- Alfred Hitchcock Elbűvölve (Spellbound) című művéhez is ő tervezte a díszleteket. Hitchcock azért kérte fel Dalít, mert a rendező a szürrealista művészetet tartotta a legmegfelelőbbnek ahhoz, hogy az álmok és a tudatalatti világát megjelenítse a filmben. Dalí egyedi vizuális stílusa, torz terei és szokatlan elemei nagy hatást gyakoroltak a filmre, és segítettek a pszichoanalízis vizuális ábrázolásában.

## Múzeumai

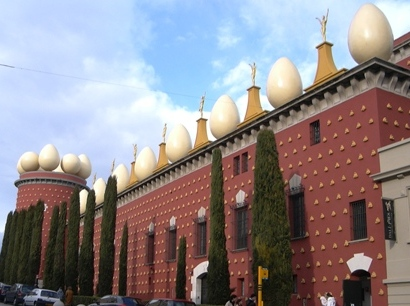
Dalí múzeum a szülővárosában

- A legnagyobb gyűjtemény Spanyolországban, a figueresi színházmúzeumban található (Teatro Museo Gala Salvador Dalí), amelynek párkányát hatalmas kőtojások díszítik (állami tulajdon)
- Salvador Dalí Museum (St. Petersburg)
- Salvador Dalí Gallery (Pacific Palisades, Kalifornia)

## Egyebek
- Alkotó fantáziájának egyik legszebb példája a csak jóval halála után megvalósított szélorgona.
- Ő alkotta meg 1969-ben a Chupa Chups(wd) nevű spanyol nyalóka logóját.

## Művei magyarul
- Millet Angelusának tragikus mítosza. "Paranoia-kritikai" értelmezés; ford. Kisari Miklós; Corvina, Bp., 1986
- Elrejtett arcok. Regény; ford. Szántai Zsolt; Novella, Bp., 1993
- Gondolatok és adomák; ford. Lóránt Zsuzsa; Glória, Bp., 1998
- Egy zseni naplója; bev., jegyz. Michel Déon, ford. Vargyas Zoltán; Cartaphilus, Bp., 2006
- Salvador Dali titkos élete; ford. Balla Katalin; Cartaphilus, Bp., 2007
- Elrejtett arcok; ford. Szántai Zsolt, Takács M. József; Cartaphilus, Bp., 2011

## Külső hivatkozások
- Festményei Salvador Dalí
- Dalí Museum[halott link]
- Fundación Gala-Salvador Dalí
- Vida y obra de Salvador Dalí Archiválva 2006. július 15-i dátummal a Wayback Machine-ben, Paul Bitternut cikke
- Dalí Espace Montmartre, París (franciául)
- Dali happening in Paris
- Fotografías de Salvador Dali
- Obras y Biografía en PicassoMio Gallery
- Salvador Dalí Angelus képe Millet nyomán
- Művészetek találkozása – Salvador Dalí Parfümök
- Salvador Dalí.lap.hu – linkgyűjtemény
- Salvador Dalí magyar weboldal – közel 1000 képpel
- Salvador Dalí művei – TerminArtors.com
- A vágy lakhelyei
- Dalí és az irracionális meghódítása[halott link]
- Salvador Dalí élete és néhány érdekesség róla